# Acassuso (Buenos Aires)
Acassuso es una localidad situada en el partido de San Isidro, que se ubica en el área metropolitana de Buenos Aires, Argentina. Esta localidad se encuentran a 7,3Km de su acceso más cercano a la Ciudad Autónoma de Buenos Aires y a 20 km hacia el norte del centro de la capital argentina.
Con 2,5 km², es la localidad más pequeña de las seis que componen el partido de San Isidro, provincia de Buenos Aires Argentina. Se remonta originalmente a las 'suertes' N.º 52, 53 y 54 adjudicadas por Juan de Garay a Ambrosio Acosta, Rodrigo Gómez de Saravia y Pablo Simbrón, aunque de la legua  originalmente otorgada, Acassuso se extiende sólo hasta la mitad. 
Sus límites son el Río de la Plata (al noreste), la calle General Pueyrredón (al sudeste), Avenida Santa Fe (al sudoeste); y la calle Roque Sáenz Peña (hacia el noroeste).
Limita con las localidades de Martínez al sudoeste y con San Isidro al noroeste.
El punto histórico del barrio es el "Ombú  de la Esperanza", a cuya sombra conversaron el general  José de San Martín  y Juan Martín de Pueyrredón, alrededor de 1816, planeando la independencia de la Argentina.
La Estación Acassuso del Tren Línea Mitre, ramal eléctrico Retiro-Tigre fue inaugurada en 1933, inicialmente era una parada intermedia entre las estaciones de San Isidro y Martínez.
Acassuso también cuenta con una estación de la línea Tren de la Costa, Estación Barrancas, en el bajo de Acassuso.

## Toponimia
El nombre de la localidad se debe al vizcaíno Domingo de Acassuso, fundador de la capilla en honor a san Isidro Labrador a principios del siglo XVIII.
La población de Acassuso es de 12,842 habitantes (Indec, 2001).

## Historia
El 24 de octubre de 1580, Juan de Garay entregó a Juan Ruiz de Ocaña una gran estancia. La misma se extendía sobre el margen del río de las Conchas (actual río de la Reconquista) y abarcaba gran parte de los actuales partidos de San Fernando, San Martín y San Isidro. Incluía también las tierras donde mucho después surgiría Villa Adelina.
En los siglos XVII, XVIII y XIX, las propiedades que pertenecían a Ruiz de Ocaña pasaron a manos de sucesivos descendientes, entre ellos una tataranieta que se casó con Juan Márquez, por lo que sus tierras pasaron a constituir la Chacra de los Márquez, lugar donde acamparon las tropas de Santiago de Liniers durante la Reconquista de Buenos Aires, en 1806.
Entre 1826 y 1830, aparecieron nuevos nombres como propietarios de las tierras del actual barrio, como Matías López y Agustina Aramburu. Entre 1891 y 1905, Gregorio Rodríguez, P. Pérez, María Reyes y María A. Rodríguez figuraron como propietarios de las parcelas que, poco después, formaron parte de la chacra del barón Emilio Bieckert, un industrial cervecero nacido en Alsacia, Francia. Hacia 1900 la empresa Ferrocarril Central Córdoba (FF.CC. General Belgrano  luego de la nacionalización en 1947) inició el tendido de sus vías.

## Reserva Ecológica Municipal
El Refugio Natural Educativo de la Ribera Norte es una Reserva Natural Municipal de aproximadamente 10 ha, creada por la Ordenanza Municipal N° 6.541/88 que la protege a perpetuidad. Está ubicada en Acassuso, partido de San Isidro, al noreste de la Provincia de Buenos Aires, en las márgenes del Río de la Plata
La Asociación Ribera Norte asesora a la Municipalidad en cuanto al manejo del Refugio desde principios del año 1994, a partir de un convenio firmado con la Municipalidad de San Isidro.
Se originó al igual que las islas del Delta del Paraná, por deposición de sedimentos aluvionales ricos en limo arcilloso y arena.
En el área se distinguen claramente cinco comunidades vegetales: el juncal, los matorrales ribereños, el sauzal, el pajonal (que en su interior aloja una laguna de tamaño variable, aproximadamente 1000 m² de superficie y 50 cm de profundidad) y la vegetación flotante. Existe además una sexta comunidad en formación que correspondería a un pequeño pastizal y matorral xerófilo. En el Refugio se han contabilizado alrededor de 250 especies de plantas, en un 85% autóctonas. 
Las aves conforman el grupo de vertebrados más abundante y atractivo del lugar; se han observado cerca de 200 especies, 57 de las cuales nidifican en el área.
La Reserva es bañada constantemente por las crecidas del río que, junto con las lluvias, alimentan a los cuerpos de agua permanentes y transitorios. Dependiendo de la intensidad y permanencia de la crecida del río y de las condiciones meteorológicas, el sendero debe ser muchas veces reacondicionado y, durante estos episodios, no se permite el ingreso de los visitantes a la reserva. El sendero artificial de 1.200 m de longitud, recorre su perímetro atravesando todos los ambientes naturales del lugar.
Por ser una reserva urbana se destaca como ventaja el libre y fácil acceso para las personas de la Ciudad de Buenos Aires y alrededores (alrededor de 15 millones de personas que podrían acceder) y como desventaja el recibir los impactos de estas áreas (acumulación de residuos culturales, desechos cloacales y pluviales, contaminación sonora, invasión de plantas exóticas).

## Parroquias de la Iglesia católica en Acassuso
| Diócesis   | San Isidro                                   |
| ---------- | -------------------------------------------- |
| Parroquias | Niño Jesús de Praga, Santo Domingo de Guzmán |

## Medios de comunicación locales
Hay muchos medios de información que cubren el distrito y sus barrios, entre ellos, Infobán: www.infoban.com.ar; Para Todos: www.periodicoparatodos.com.ar; y El Comercio On Line: www.elcomercioonline.com.ar.